# Bo Kaliszan
Bo Kaliszan (født 28. november 1973 i København, Danmark) er en dansk tidligere eliteroer.
Kaliszan udgjorde, sammen med Bertil Samuelson, den danske dobbeltsculler ved OL 2000 i Sydney. Danskerne sluttede på en samlet 10. plads ud af 16 deltagende både.